# جان دیویت
جان دیویت (به انگلیسی: John Devitt) (زادهٔ ۴ فوریهٔ ۱۹۳۷) شناگر اهل استرالیا است.